# Azé (Loir-et-Cher)
Azé – miejscowość i gmina we Francji, w Regionie Centralnym, w departamencie Loir-et-Cher.
Według danych na rok 1990 gminę zamieszkiwało 820 osób, a gęstość zaludnienia wynosiła 26 osób/km² (wśród 1842 gmin Regionu Centralnego Azé plasuje się na 480. miejscu pod względem liczby ludności, natomiast pod względem powierzchni na miejscu 317.).